# كالفن باسي
كالفن باسي (مواليد 31 ديسمبر 1999) هو لاعب كرة قدم نيجيري يلعب في مركز المدافع في نادي رينجرز.

## روابط خارجية
- كالفن باسي على موقع الاتحاد الأوربي (الإنجليزية)
- كالفن باسي على موقع قاعدة بيانات كرة القدم.إي يو (الإنجليزية)
- كالفن باسي على موقع ناشيونال فوتبول تيمز (الإنجليزية)
- كالفن باسي على موقع Soccerbase.com (لاعب) (الإنجليزية)
- كالفن باسي على موقع Soccerway.com (الإنجليزية)
- كالفن باسي على موقع عالم كرة القدم.نت (الإنجليزية)